# 薄以緒
薄 以緒（すすき もちつぐ、明応3年（1494年） - 天文24年5月28日（1555年6月17日〉）は、戦国時代の公家。大学頭・唐橋在数の子。従三位・薄以量の養子。官位は従三位・刑部卿。橘氏長者。

## 官歴
『諸家伝』による。
- 永正7年（1510年） 2月10日：元服、左近衛将監、六位蔵人、禁色、昇殿
- 大永3年（1513年） 正月20日：式部大丞
- 天文6年（1537年） 2月8日：従五位下。2月10日：美濃守。7月3日：右兵衛権佐
- 天文7年（1538年） 正月5日：従五位上。正月14日：左衛門佐
- 天文8年（1539年） 正月5日：正五位下
- 天文9年（1540年） 3月26日：従四位下。10月8日：宮内卿
- 天文11年（1542年） 正月5日：従四位上
- 天文13年（1544年） 正月6日：正四位下
- 天文18年（1549年） 正月5日：従三位、卿如元
- 天文21年（1552年） 正月9日：正三位
- 天文24年（1555年） 5月27日：参議。5月28日：薨去

## 系譜
『系図纂要』による。
- 父：唐橋在数
- 母：不詳
- 養父：薄以量
- 生母不詳の子女
  - 女子：薄諸光室
  - 女子：高倉量子（後奈良天皇の典侍）
- 養子女
  - 養子：薄以清（1539-1556） - 実は園基国の子
  - 養子：薄諸光（1548-1585） - 実は山科言継の子